# مسحوق الكاكاو

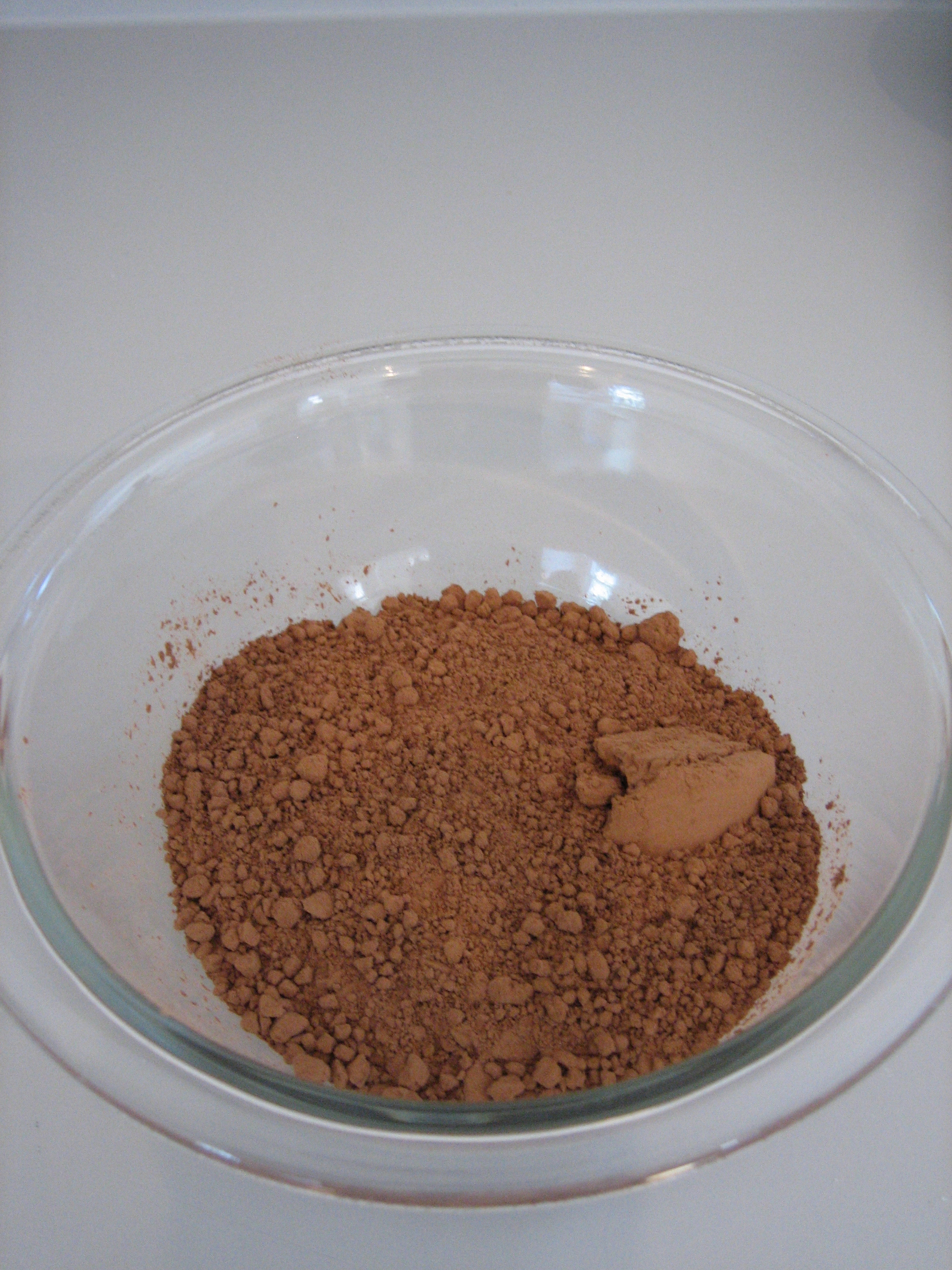
مسحوق الكاكاو

مسحوق الكاكاو (أو الكاكاو فقط) (وبالإنجليزية cocoa solids) هو مزيج جاف من العديد من المواد الصلبة المتبقية بعد استخلاص زبدة الكاكاو من سائل الشوكولاتة - حبوب الكاكاو المحمصة التي جرى طحنها إلى حالة سائلة. يعد مسحوق الكاكاو الجزء الأقل دهناً من محتويات حبوب الكاكاو، إذ أن زبدة الكاكاو هي المكوّن الدهني، وهي تشكّل من 50% إلى 57% من وزن الحبوب. مسحوق الكاكاو هو شكل مسحوق من المواد الصلبة التي تباع كمنتج نهائي.
يعد مسحوق الكاكاو أحد أغنى المصادر بمركبات فلافانول المضادة للتأكسد، flavanol antioxidants والتي يتم تقليل كمياتها إذا تعرض الكاكاو لقلوية تقليل الحموضة. وتعود الفوائد الصحية إلى مركبات فلافونويد الكاكاو.

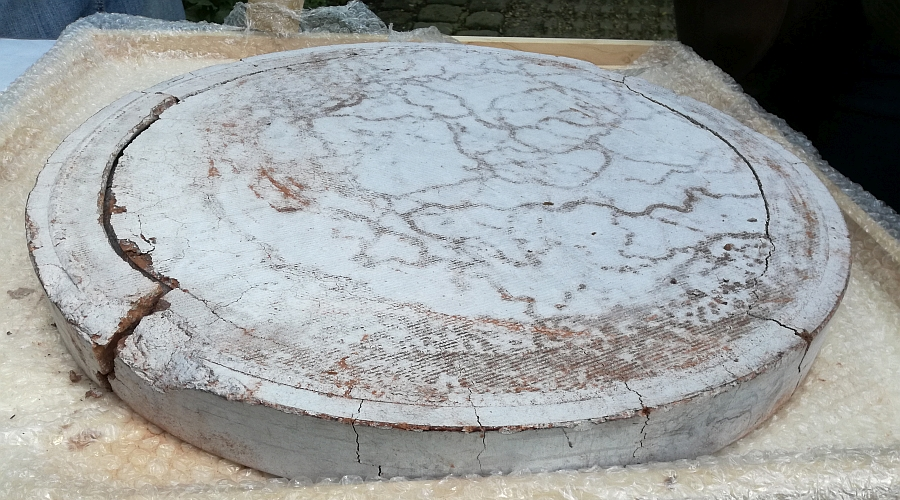
press cake of cocoa: كيك (كاتو) سريع بعد استخلاص زبدة الكاكاو

## مقدمة
يختلف مشروب الكاكاو عن كل من مشروب القهوة والشاي، بأنه لا يشرب بشكل مستخلص مائي، أي سائل مغلي صاف، بل على شكل معلق . وتحتوي الكاكاو، إلى جانب أشباه القلويات المنشطة، الثيوبرومين على وجه الخصوص، مقادیر هامة من المغذيات: الدهون والسكريات والبروتينات.
وخلافا للقهوة والشاي، لا بد من تناول الكاكاو وبمقادير كبيرة حتى ينحقق تأثيرها المنشط. عرفت حبوب الكاكاو في المكسيك وأمريكا الوسطى لأكثر من ألف عام خلت وذلك قبل اكتشاف كولومبوس لأمريكا . وكانت تستهلك على شكل روبة من حبات الكاكاو المحمصة مع الذرة والفلفل الأحمر الحار أو الفانيلا أو القرفة. أدخلت حبات الكاكاو إلى ألمانيا منذ منتصف القرن 17. ولم تصبح الكاكاو شائعة في العالم القديم إلا بعد إضافة السكر إلى محضرات الشوكولا. وفي البدء كانت الكاكاو تعامل على أنها إحدى وسائل الرفاهية حتى مطلع القرن 19 ، عندما انتشر إنتاج مسحوق الشوكولا والكاكاو المنزوعة الدسم، وذاع استخدامها كمادة غذائية.

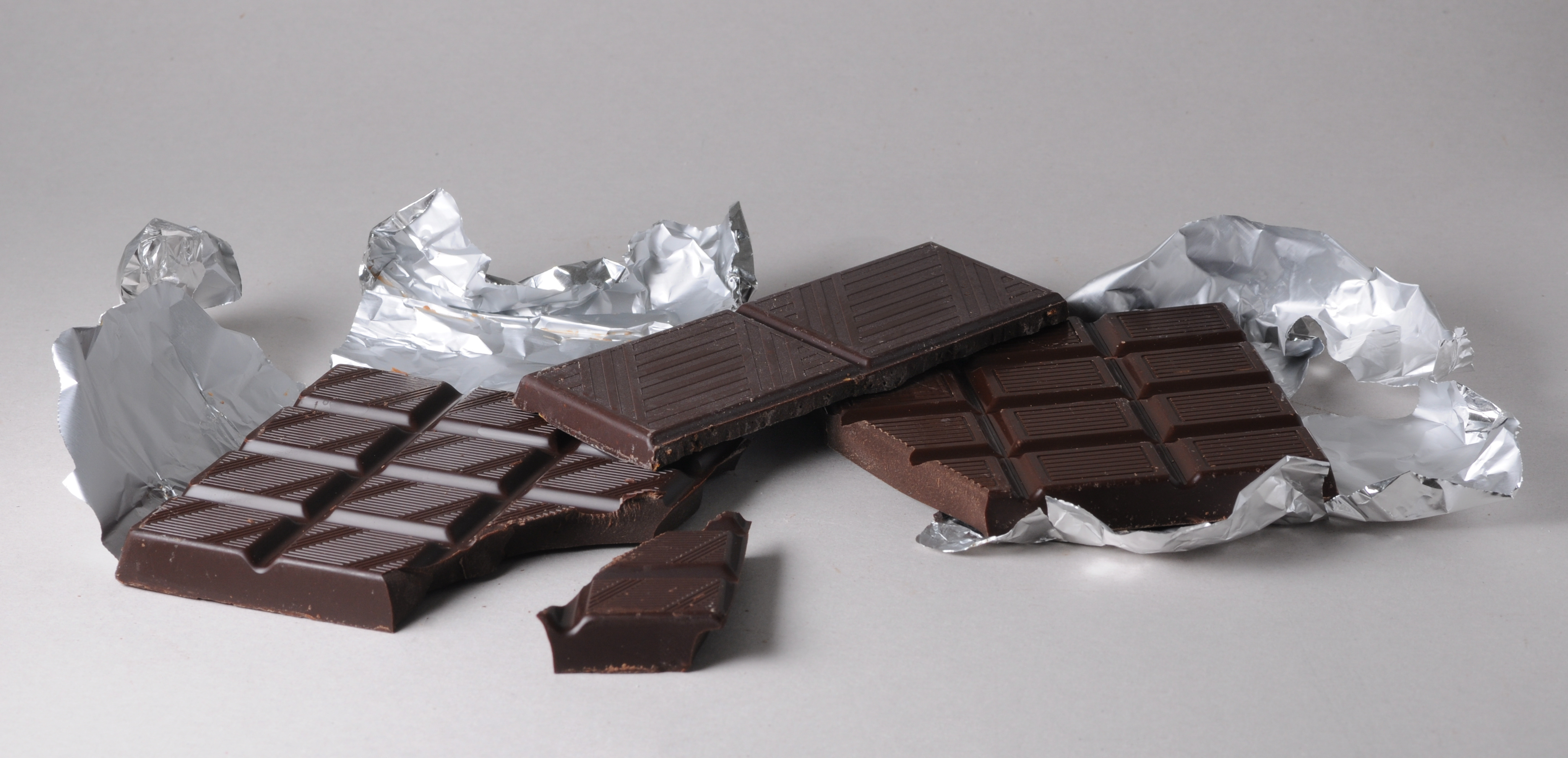

## بذور الكاكاو
حبات الكاكاو هي بذور شجرة الكاكاو الاستوائية، ثيو بروما کاکاو Theobroma cacao ، ( کاکاؤو، لوز الهند ) التي تنتمي إلى عائلة Sterculiaceae . ( برازیات ) وترجع في منشأها إلى الجزء الشمالي من أمريكا الجنوبية إلا أنها حاليا تستنبت في البلدان الواقع إلى 220 م من خطوط الطول حول خط الاستواء، تحتاج الشجرة للنمو إلى المناخ الرطب الحار معدل درجة حرارة نحو 24-28 ° م، ومرتفعات فوق سطح البحر بنحو 600 م . وتزرع الشجرة عادة في ظلال أشجار أخرى ( «أمهات الكاكاو» ) مثلا أشجار الغابات الحرجية، نخيل الكاكاو وأشجار الموز، بسبب حساسية شجرة الكاكاو إلى أشعة الشمس والرياح. ينمو الشكل البري من هذه الشجرة الدائمة الخضرة إلى ارتفاعات 10-15 ° م، لكن في المزارع يحافظ على ارتفاعها بالتقليم عند 2-24م. تزهر الشجرة طيلة أيام السنة، وتحمل أزهارها الصغيرة الحمراء والبيضاء مقدار 20-50 مرة ناضجة لكل شجرة. وتشبه الثمرة الناضجة الشمام، بطول 15-25 سم، وبعرض 7-10 سم. يحيط بالثمرة قشرة قاسية بثخانة 10-15 ملم. ويشتمل لب الثمرة على سائل حمضي حلو يحتوي 10% من الغلوكوز والفركتوز. يحبط اللب بنحو 20-50 بذرة بشكل اللوز حبات الكاكاو ) . نتصف البذرة بأنها بيضوية مبسطة، بطول 2 سم وعرض 1 سم، وتزن نحو1غ بعد التجفيف. ويكمن الجنين بيرعمين وجذير بطول 5 ملم، وثخانة 1ملم، تحت غطاء دقيق هش. ويتراوح المقطع العرضي للثمرة في لونه من الأبيض إلى البني الفاتح إلى البني الرمادي إلى البني البنفسجي إلى البنفسجي الغامق.
تجني الثمار على مدار العام، ولكن يفضل الجني مرتين في العام، وفترة الجني الرئيسية في المكسيك هي من آذار إلى غاية نيسان، أما في البرازيل ففي شباط وخصوصا في تموز. ويكون جني الموسم الصيفي أكثر وفرة وأجود. بعد زراعة الشجرة ( بالبذرة أو بالفسائل ) تبدأ بحمل البراعم بعد حمسة أو ستة أعوام، وتعطى مردودها الأعظمي بعد 20-30 عاما، لتنهك تقريبا بعد 40 عاما من النمو. لا تعطي شجرة الكاكاو، بعد بلوغها مرحلة النمو الكامل، أكثر من 0.5-2 كغ من الحبات المختمرة والجافة في العام. ويعد الجني في الوقت المناسب من العوامل الهامة في رائحة الكاكاو ومنتجاتها. ونحنى الثمرة بعد النضج الكامل، ولكن ليس بعد تجاوز النضج، مع تحاشي إلحاق الضرر بالبذور أثناء القطاف. تنقسم أنواع الشجرة (Theobroma Caca ) ( وهو النوع الأكثر أهمية تجارية ) إلى مجموعتين رئيسيتين، شجرة الكريولو )، ( کریولو تعني الواطنة ) وهي حساسية تجاه التغيرات المناخية وجائحات المرض والحشرات. تحمل الشجرة حبات ممر ذات عطرة واضحة، وبالتالي تكسبها تسميتها التجارية ( حبوب المذاق )، لكنها منخفضة نسبيا في محصولها. أما المجموعة الثانية فتدعى ( فور استيرو ) ( فور استيرو تعني الغريب، الأدنى )، وتتميز بالقوة الزائدة، والأشجار هنا أكثر مقاومة للتغيرات المناخية والأمراض والأوفر في محصولها، تنصف حبات الفور استيرو الحمراء - القرمزية بأنها أضعف في مذاقها من نوع الصنف من الكاكاو الأكثر أهمية تجارية وتكون الجزء الأكبر من الإنتاج العالمي. الأصناف الأخرى التي تستحق الذكر في المقاومة والمنتجة: الكالاباسيللو والأصناف الاكوادورية أميلونادو. تمیز حبوب الكاكاو وفق منشئها الجغرافي ودرجة النظافة وعدد خطوات التحضير التي مرت بها قبل شحنها، وتأتي حبوب المذاق ) من الإكوادور وفنزويلا وترينيداد وسيريلانكا وأندونسيا، أما ( الحبوب التجارية فتصدرها البلدان التي تأتي في طليعة الأقطار المصدرة لهذا المحصول في أفريقيا الغربية ( غانا ونيجريا وساحل العاج والكاميرون )، والبرازيل مرفأ باهیا ) وجمهورية الدومينيكان.

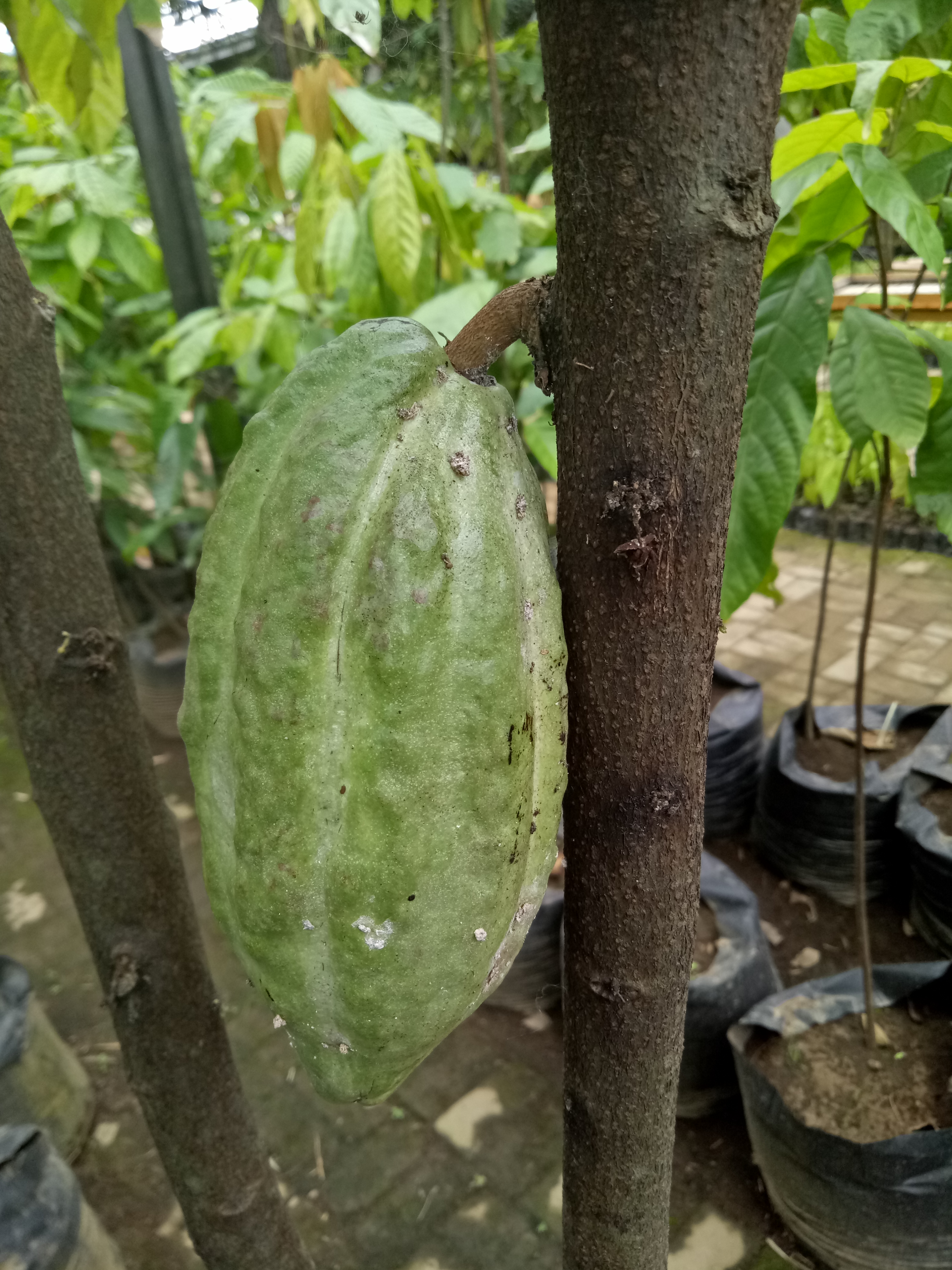

## صناعة مسحوق الكاكاو

### الجني والتصنيع
تقطف الثمار التامة النضج بعناية وتجمع في أكوام، ثم تفتح وتستخرج منها البذور مع اللب المحيط بها، تجفف البذور في أحيان نادرة في الشمس بدون تخمير مسبق ( أنواع الأريا والماشالا من أمريكا الجنوبية ). يخمر بحمل المحصول قبل خطوة التجفيف وتنقل البذور في هذه الخطوة، مع اللب الملتصق بها، إلى أكوام أو خنادق أو قاعات تخمير أو سلل أو صناديق أو براميل مثقبة، وتترك لتتخمر، مدة 2-8 أيام، على حسب النوع . ونمزج الحبوب من حين لآخر للسماح لأكسجين الهواء بالدخول. ترتفع في هذه الأثناء درجة الحرارة بسرعة لتصل 45-250م وتفقد بذلك مقدرتها على الإنتاش. يحدث التخمر الكحولي في البدء، الذي ما يلبث أن ينتهي بإنتاج حمض الخل، كذلك يحدث تشكل مواد الرائحة والنكهة والتحول الجزئي للمواد الفيتولية اللاذعة، ويتفكك اللب الملتصق إنزيمية ويتحول إلى سائل، ما يلبث أن يتصفى على شكل عصارة تخمر. كذلك تحدث تفاعلات بين مكونات البذور واللب. وبعد انتهاء التخمر يمكن غسل البذور ( جافا، وسيريلانكا ) ، وتجفيفها حتی يهبط محتواها من الرطوبة إلى 6-8%. تكون البذور الجيدة التخمر في هذه المرحلة، على شكل حبات متجانسة اللون تميل إلى البني الغامق، تنفصل إلى فلقات بسهولة، أما الحبوب غير الناضجة وغير جيدة التخمر فتكون ناعمة في مظهرها ( بنفسجي ) لكنها ليست ذات جودة عالية تخضع الكاكاو المستوردة من قبل البلدان التي تستهلكها، إلى مزيد من المعالجة، فتنظف حبوب الكاكاو في سلسلة من العمليات وتفصل على حسب الحجم لتسهيل التحميص المتجانس في الخطوة التي تلي. ويزداد الميل لإجراء عملية التحميص على شكل عملية من خطوتين. ويؤدي التحميص إلى خفض محتوى الحبات من الرطوبة إلى 3% ، ويسهم في مزيد من أكسدة المركبات الفينولية ونزع حمض الخل والاسترات الطيارة والمركبات الأخرى ذات الرائحة غير المرغوب بها وإن بيوض الحشرات ويرقاتها تتلف في هذه العملية وتتعزز رائحة الحبات وغمق لونها وتتقسى البذور وتصبح أكثر قصافة كما تتخلخل القشور وتصبح إزالتها أكثر سهولة بسبب التفاعلات الإنزيمية والحرارية. وتتحدد معاملات تحميص الحبات ومداها بدرجة النضج ومحتوى الحبات من الرطوبة وأنواع الحبات وحجومها وخطوات المعالجة المبدئية التي أخضعت لها في البلد المنشأ. تجري عملية التحميص في خطوتين: الأول في مرحلة تجفيف، يليها مرحلة تتكون فيها مواد الرائحة الهامة. تسخن الكاكاو الإفريقية المنشأ إلى درجة حرارة 120-130م، والكاكاو من النوع العالي الجودة إلى درجة حرارة أقل من 130 ° م مدة 30 دقيقة. يبلغ الفقد الذي يسببه التحميص نحو 5-8% . وكما كانت الحال مع القهوة، تبرد حبات الكاكاو المحمصة نورة لتحاشي التحميص الجائر. وتكون أدوات التحميص إما بالدفعة أو مستمرة. ويحصل نقل الحرارة إما مباشرة عبر سطح مسخنة أو بتيار من الهواء الساخن، دون أن يتسبب ذلك باحتراق القشرة . يستمر التحميص نحو 10-35 دقيقة، وذلك على حسب المدى المطلوب. تنقل الحبيبات المحمصة، بعد التبريد، إلى آلات تذرية للتخلص من القشور والجذيرات ( هذه مذاق غير مستحب وتكسب شراب الكاكاو خواص غير مستحبة أخرى ). تتكسر الحبات أثناء التذرية بعض الشيء، لتبقى القشور والكسارة بأحجام كبيرة ويتحاشی تشكل الغبار. تعطي عملية التأرية نحو 78-80% من الكسارة و10-12% من القشور مع قدر ضئيل من الجذيرات، ونحو 4% من قسيمات الكاكاو الناعمة والسقط. يحسب المردود على أساس وزن الحبات الخام . ما تزال دائمة كسارة الحبيبات الكاملة، سواء أكانت بحففة أم محمصة، مقشورة أم منزوعة البذور أو مكسرة، ما تزال مشوبة بنحو 1.5-2% من القشور وأغلفة البذور. يتكون السقط الناتج عن تنقية مخلفات الكاكاو، من قسيمات كسارة الحبيبات الناعمة، ويحتوي نحو 10% من القشور وأغلفة البذور والبذور، ومع أن قشرة الكاكاو تعد مادة تفاية ذات فائدة لا تذكر، إلا أنه بالإمكان استخدامها في استرجاع الثيوبرومين، وإنتاج الكربون الفعال أو كمادة علف للماشية، أو بديل للفلين، أو بديل لل ( شاي قشرة الكاكاو )، ويمكن استعمالها بعد استخلاص الدهن منها، سمادا، أو وقودا. يعد تحري قشور الكاكاو في الكشف عن الغش في الكاكاو عملية واعدة إذا كان مرتكزة إلى الكاشف من حمض الليغنوسيريك تربت امید ( LAT ) وحمض البهنك تربت امید ( BAT ) اللذين يوجدان بنسبة 2:1 في قشور الكاكاو. يفصل هذان المركبان من التربتامید با HPLC ويكشفان بكاشف تفلور، ويمكن بالتالي تعيينهما كمية بدقة عالية. تحتوي قشور الكاكاو -395 330 ميكروغرام / غ من LAT مع BAT، أما الفلقة فلا يتجاوز 7-10 ميكروغرام\غ.

#### التفاعلات أثناء التخمر والتجفيف
میز التفاعلات التي تجري ضمن اللب أثناء تخمر ثمرة الكاكاو الكاملة من تلك التفاعلات التي تحدث في كسارة حبات الكاكاو أو في الفلقات . يتخمر سكر اللب إلى كحول وCO2 بفعل الخميرة في اليوم الأول ويمكن لتخمر حمض اللبن أن يحدث بقدر ضئيل. وتؤثر الإنزيمات الحالة للبكتين والغليكوزيداز الأخرى في تدرك عديدات السكريد ويتبدى هذا في تنميع اللب وانفصاله بالتصفية. يحسن هذا في التهوية مما يؤدي إلى أكسدة الكحول إلى حمض الخل بجراثیم حمض الخل أثناء الأيام الثاني إلى الرابع تنخفض إلى pH من نحو 6.5 إلى نحو 4.5 و تزداد درجة الحرارة إلى 45-50% وتصبح جدر خلايا البذرة نفوذة كما نقتل بذرة الكاكاو الحية ويصبح كامل الكتلة رهنا بعملية تأكسدية. ويسود من اليوم الخامس إلى اليوم السابع تفاعلات الأكسدة للمركبات الفينولية وتكاتفها. وتتفاعل الحموض الأمينية والببتيدات مع منتجات تأكسد المركبات الفينولية معطية فلوبافينات غير ذوابة في الماء سمراء اللون أو سمراء بنفسجية ( أسمر وأحمر الكاكاو ) التي تكسب حبات الكاكاو المحمرة لوغا المميز. ويؤدي تناقص محتوى الفينولات الذوابة إلى تلطيف نكهة الكاكاو الأصلية اللاذعة القاسية. وأخيرا تتوقف تفاعلات الأكسدة بتجفيف البذور حتى يصبح محتواها من الرطوبة دون 8%. تعطي حلمهة البروتينات والببتيدات أثناء التخمر مع الحموض الأمينية طلائع مركبات الرائحة.
إن الخطوة الحاسمة في التدرك هي التحميص وليس التخمر، وهكذا فإن تفاعل ستریکر يسهم بقدر أكبر في تشكل مركبات الرائحة هذه ( باستثناء -2 - ميثيل بوتانال ) من تفاعلات التدرك الإنزيمية المقابلة. يمنع الإجراء الملائم في عملية التخمر نمو جراثیم مضرة كالعفن وجراثيم حمض البوتاريك والجراثيم المحرضة على التفسخ.

##### Production of Cocoa Liquor
تفتت بعد التحميص والتجفيف كسارة حبيبات الكاكاو وتسحق لتحطيم جدران الخلايا وتكشف زبدة الكاكاو. يستخدم في عملية التفتيت مطاحن مجهزة بسكاكين ومطارق أو بکرات للتكسير. بينما تستخدم مطاحن کرات دوارة أو حجرية أفقية أو مطاحن ذات أقراص فولاذية لتنعيم قسيمات الكاكاو. ويكون المنتج الحاصل على شكل معجون سیال متجانس من كتلة الكاكاو أو سائلها.

##### إنتاج شراب الكاكاو مع قابلية تبعثر محسنة Production of Cocoa Liquor with Improved Dispersability
تخضع كسارة الكاكاو أو كتلة الكاكاو إلى عملية قلونة تهدف إلى تلطيف النكهة بتعديل جزئي للحموض الحرة مما يحسن في اللون ويعزز من استرطاب مسحوق الكاكار وبحسن قابلية التبعثر ويمد في أمد المقدرة على الحفاظ على حالة التعلق ( البقاء على شكل معلق )، وبالتالي تمنع من تشكل الشغل في شراب الكاكاو. تشتمل العملية على استخدام المحاليل أو معلقات من أوكسيد المغنزيوم أو هیدروکسید أو كربونات الصوديوم أو البوتاسيوم أو هیدروکسیداها. تنجز العملية عادة في درجة حرارة مرتفعة وتحت الضغط باستخدام البخار. تقوم هذه العملية، التي كان أول من طبقها فانهوتن، في 1828 ( من هنا تأتي التسمية عملية الكاكاو الألمانية )، على معالجة الحبات المحمصة ( 2-2.5 ) محلول قلوي مخفف على درجة حرارة 57-100م، ثم التعديل إذا لزم الأمر بوساطة حمض الطرطر والتحفيف إلى محتوى من الرطوبة نحو 2% في مجفف تحت الفراغ أو بمزيد من عجن الكتلة في درجة الحرارة فوق 2100 م. تسبب هذه المعالجة فضلا عن تعديل الحمض انتفاخ النشاء وتكون كتلة الكاكاو على شكل بنية مسامية تدعي الكاكاو المعالجة على هذا النحو خطأ منها ( كاكاو ذوابة لأن العملية لا تزيد من الذوبانية. وأخيرا تفتت الكاكاو مطاحن کرات ناعمة. وتحتوي الكاكاو ( المقلاة ) ( المعالجة بالقلوي ) على 25-58 زبدة كاكاو، و 5% من الرماد، ونحو 7% من الكلية الجامدة والشراب.

###### إنتاج مسحوق الكاكاو بعصر كتلة الكاكاو Production of Cocoa Powder by Cocoa Mass Pressing
يتطلب تحويل كتلة الكاكاو وشرابها إلى مسحوق الكاكاو، خفض نسبة دسم الكاكاو ( 54% من وزن كسارة الحبيبات وسطية ) بالعصر، ويجري ذلك عادة بضواغط هدر وکيلية أو ميكانيكية، أو الأفضل ضواغط طاردة أفقية تحت ضغط 400-500 بار، ودرجة حرارة 90-100 م. ومن أجل إزالة السقط من الخلايا الملوثة، تمرر زبدة الكاكاو الساخنة عبر مرشح ضاغط ثم تقولب وتمرد. تستخدم كتلة زبدة الكاكاو الناتجة في صناعة الشوكولا. تفتت كتلة الكاكاو المضغوطة لتصبح قاسية كالحجر، وذات المحتوى من الدسم المتبقي 10-24%، بكسارة مزودة بمناقير، أي كسارة بكرات ذات أسنان للهرس. تطحن بعدئذ في مطحنة بأوتاد وتفصل إلى جزء ناعم وآخر خشن مناخل هوائية، حيث يعاد تدوير الجزء الخشن ويکرر طحنه. يصنف مسحوق الكاكاو على حسب مدى نزع الدسم منه، إلى مسحوق منزوع الدسم باعتدال، ويحتوي 20-22% من زبدة الكاكاو وإلى مسحوق منزوع الدسم بشدة، ويحتوي أقل من 20% من زبدة الكاكاو وأكثر من 10% منها. وينصف مسحوق الكاكاو المنزوع الدسم باعتدال بلون أغمق وألطف مذاقا. يستخدم مسحوق الكاكاو بشكل واسع في صنع منتجات أخرى مثال في حشوات أنواع الحلويات ( الكعك والكاتو والبودينغ والبسكويت ) وفي صناعة المثلجات ومشروب الكاكاو.

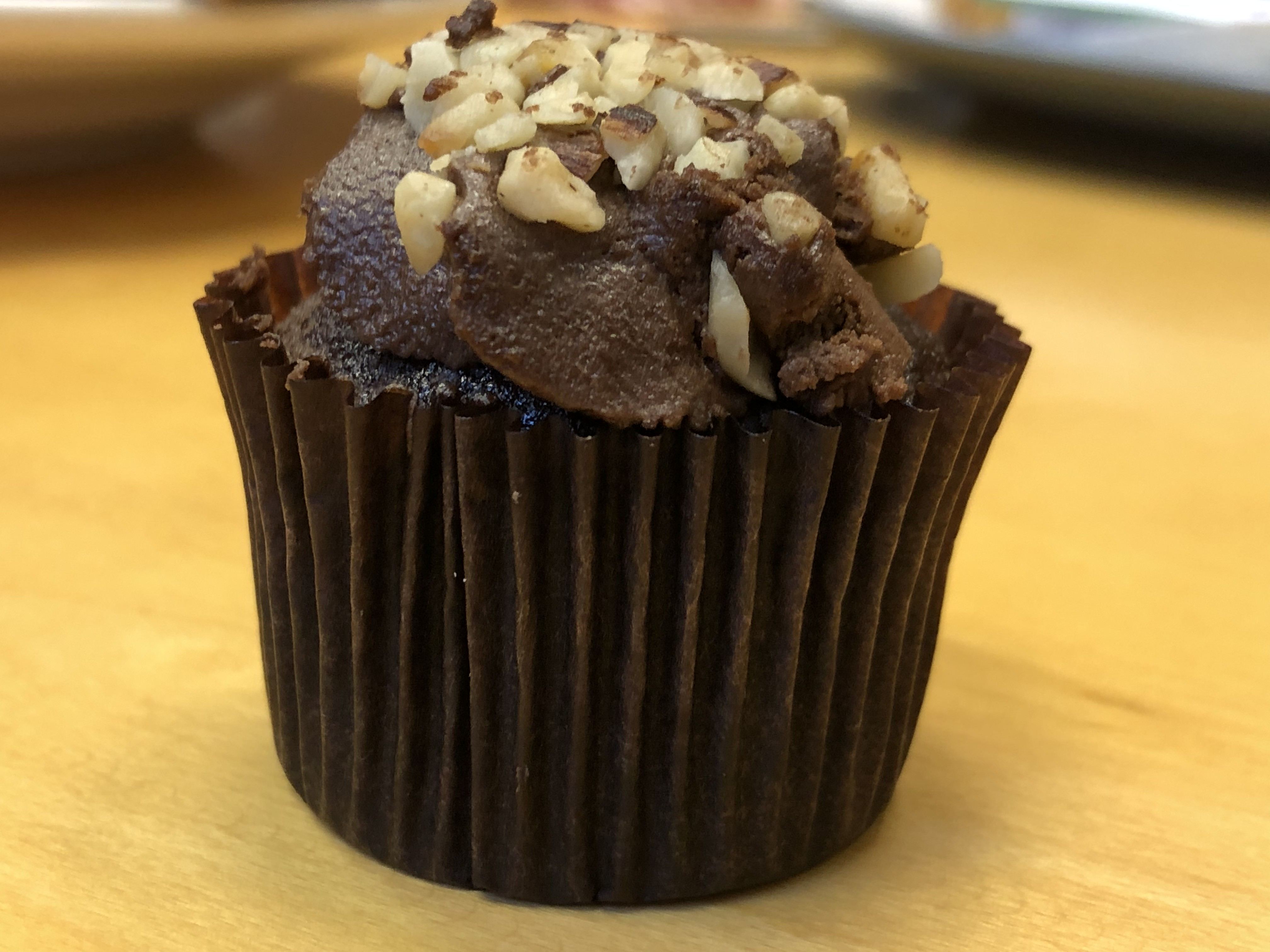

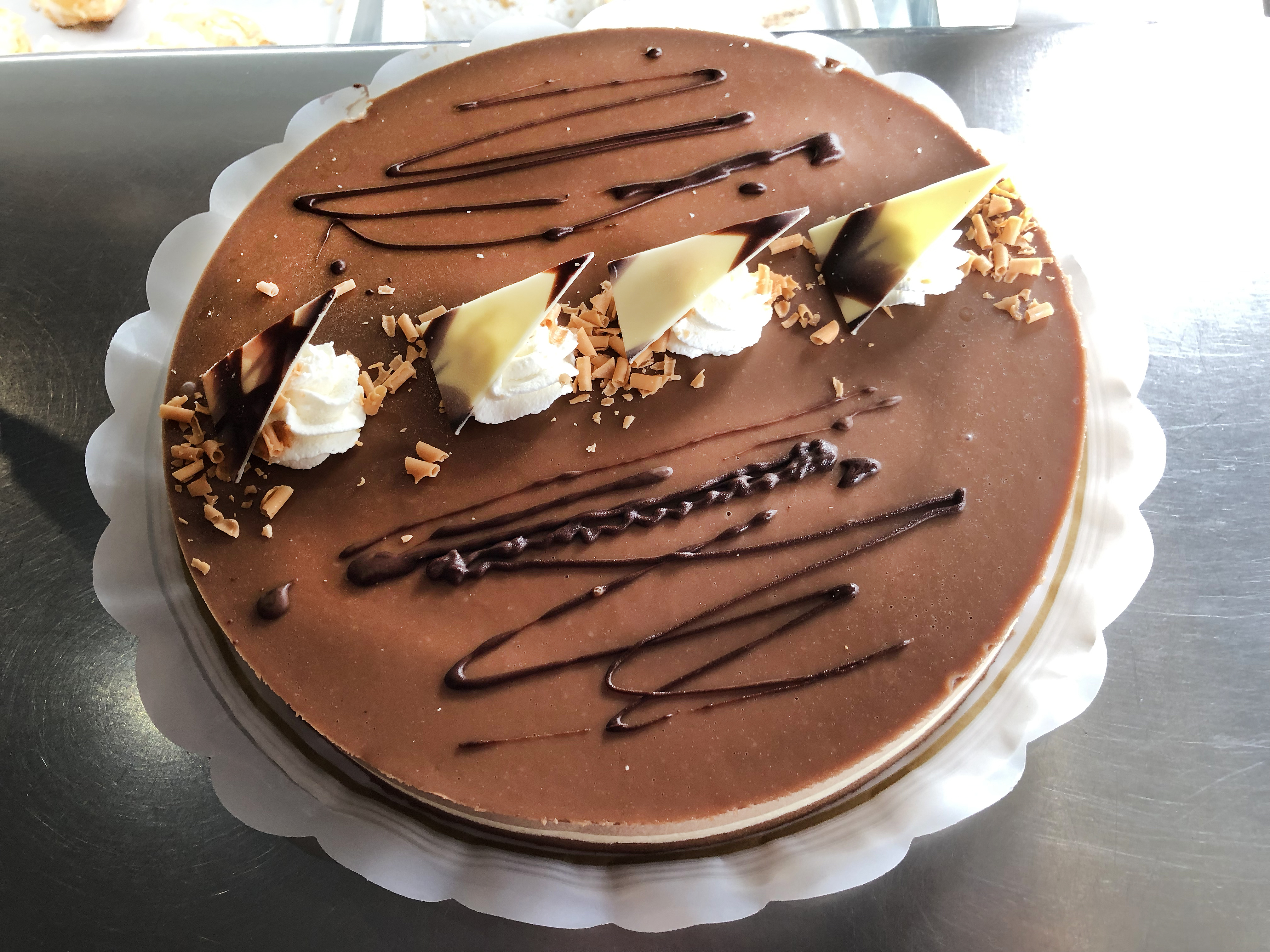

## التركيب
1-البروتينات والحموض الأمينية Proteins and Amino Acids
تؤلف البروتينات نحو 60% من محتوى النتروجين الكلي الموجود في حبات الكاكاو ويوجد النتروجين اللابروتیني على أمينية، ونحو 0.3% على شكل أميد، و 0.02% على شكل أمونيا تتشكل أثناء تخمر الحبات .
2-الثيوبرومين والكافئين Theobromine and Caffeine
تبلغ نسبة الثيوبرومين وهو ( 7.3 ثنائي میٹیل کزانثين نحو 12% في الكاكاو، وهو يتسبب في تأثير منشط لكن بقدر أدنى منه للكافئين في القهوة. لذلك فهو ذو أهمية فيزيولوجية. كذلك يوجد الكافئين، لكن بكميات أدن كثيرا ( وسطية% 0.2 ). يحتوي كأس من الكاكاو مقدار 0.1 غ من الثيوبرومين و 0.01 غ من الكافئين، يتبلور الثيوبرومين على شكل بلورات موشورية معينة تتصعد عند 290 ° م دون أن تتفكك. يرتبط الثيوبرومين عادة برابطة ضعيفة مع التانينات، ويتحرر بفعل حمض الخل الذي يتشكل أثناء تخمر الحبات، حيث ينتشر جزء من هذا الثيوبرومين عندئذ عبر القشرة.
3-الشحميات Lipids
يعد دهن الكاكاو ( زبدة الكاكاو ) نظرا لقيمته ووجوده من أكثر مكونات حبات الكاكاو أهمية.
4-السكريات Carbohydrates
يأتي النشاء في طليعة السكريات الموجودة في حبات الكاكاو ولاسيما في البذور ولكن ليس في القشرة، وتلك حقيقة يستفاد منها في التحري المجهري لمسحوق الكاكاو اعتمادا على وجود النشاء كمقوم مميز. أما مكونات ألياف الحمية فمنها البتوزانات والغالاكتانات، والموسين الحاوي حمض غالاکتورونيك والسوتوز. تتضمن السكريات الذوابة الموجودة الستاكيوز والرافینوز والسكروز ( 0.08-1.5% ) والغلوكوز والفركتوز. تحدث حلمهة السكروز أثناء تخمر الحبات، مما ينتج عنه مورد السكر المرجع الذي له أهميته في تشكل الرائحة أثناء التحميص تشاهد بعض السكريات الأخرى في كسارة الحبيبات، الكاكاو، مثل سكر الميزوانوزيتول والفانين والفرباسكو تتروز وسكاكر أخرى.
5-المركبات الفينولية Phenolic Compounds
تتكون الفلقات في الكسارة من نوعين من الخلايا البار نشيمية. وتتصف هذه الخلايا بأن ما يزيد على 90% منها يكون صغيرة ويحتوي البروتوبلازم وحبيبات النشاء، وحبات البورون وكريات الدسم. أما الخلايا الأكبر فتتبعثر بين تلك الصغيرة وهي تحتوي كل المركبات الفينولية والبيورين. وتكون خلايا التخزين هذه ( خلايا الصباغ ) نحو 11-13% من النسيج وهي تحتوي الأنثوسيانين، وهي تبدو، بحسب تركيبها إما بيضاء أو بلون قرمزي داكن.
ولمحتوى المركبات الفينولية أهميته، كذلك، من ناحية الوقاية الكيميائية وباحتواء الكاكاو على 84 ملغ\غ من مكافئات حمض الغالليك ( GAE ) وعلى 77 ملغ / غ من مكافئات الايبي كاتیكين ( ECE ) وتبين أن مسحوق الكاكاو يحتوي تراكيز عالية جد بالمقارنة مع الشاي الأخضر ( 84 ملغ /غ من GAE وعلى 24 ملغ/ غ من ECE ) ومع الشاي الأسود ( 62 ملغ /غ GAE و 17 ملغ / غ من ECE ). ثمة ثلاث مجموعات من المركبات الفينولية في الكاكاو: الكانيكين ( نحو 37% ) ، والأنثوسيانين ( نحو 4% والليوكو انثوسيانين ( نحو 58% ). والكاتبكين الرئيسي هو ( - ) إيبي كاتبكين فضلا عن ( + ) کاتيكين و ( * ) غالو كاتيكين - ) إيبي غالو كاتيكين. أما جزء الانثيوسيانين فيتكون في أغلبه من السيانيدين -3 - آرابینوزید السیانیدین - 3 - غالاکتوزید.
6-الحموض العضوية Organic Acids
تسهم كل من حموض الستريك والاستيك ( الخل ) والسكسينك والماليك في مذاق الكاكاو. تتشكل هذه الحموض أثناء التخمر ويعتمد مقدار حمض الخل المتحرر من قبل والمخزن من قبل الفلقة على مدة التخمر وعلى طريق التجفيف المستخدمة، وقد تبين احتواء ثمانية أصناف من الكاكاو نحو 1.22-1.69% من الحموض الكلية، وعلى 0.79-1.25% من الحموض الطيارة و0.19- 0.71% من حمض الخل.
7-المركبات الطيارة ومواد النكهة Volatile Compounds and Flavor Substances
تعتمد رائحة الكاكاو بشدة على الجني والتخمر والتجفيف والتحميص. وللحبات الطازجة رائحة الحل ومذاقه. ويمكن المذاق الكاكاو المر واللاذع وما يليه من طعم حلو أن يتخرب بكثير من الأخطاء، مثلا معالجة الحبات غير الناضجة أو المفرطة النضج أو المهواة بقدر غير كاف، أو الحاجة إلى مزج الثمار، أو الإصابة بالجراثيممالغريبة أو التخريب الذي يحدثه الدخان نتيجة للتجفيف غير الملائم.
يزداد طعم الثيوبرومين المر شدة بالتأثر مع بعض ثنائي کيتو بيبيرازينات ، بنسبة مولية 1:2 تعطى الشدة الأعلى، لكن هذه المعقدات لا تعمل إلا متضافرة حيث تتكون الجسور الهدروجينية في الكافئين، وهكذا فإن التضافر لا يحدث مثلا في الكافئين عند مثيلة ذرة -N- ( 1 ) حلقة في البيورين.

## الخصائص الفيزيائية
مسحوق الكاكاو الطبيعي له لون بني فاتح وقيمة pH بين 5.1 و5.4، أما مسحوق الكاكاو المعالج قلوياً، فهو ذو لون أغمق يتراوح بين الأحمر البني إلى قريب الأسود، وله قيمة pH بين 6.8 و8.1، مع العلم أن قيم الـ pH هذه آمنة للاستعمال الغذائي. تؤدي العملية القلوية إلى تخفيف المرارة وتحسّن من الذوبانية، وهو أمر مهم لتطبيقات منتجات المشروبات.

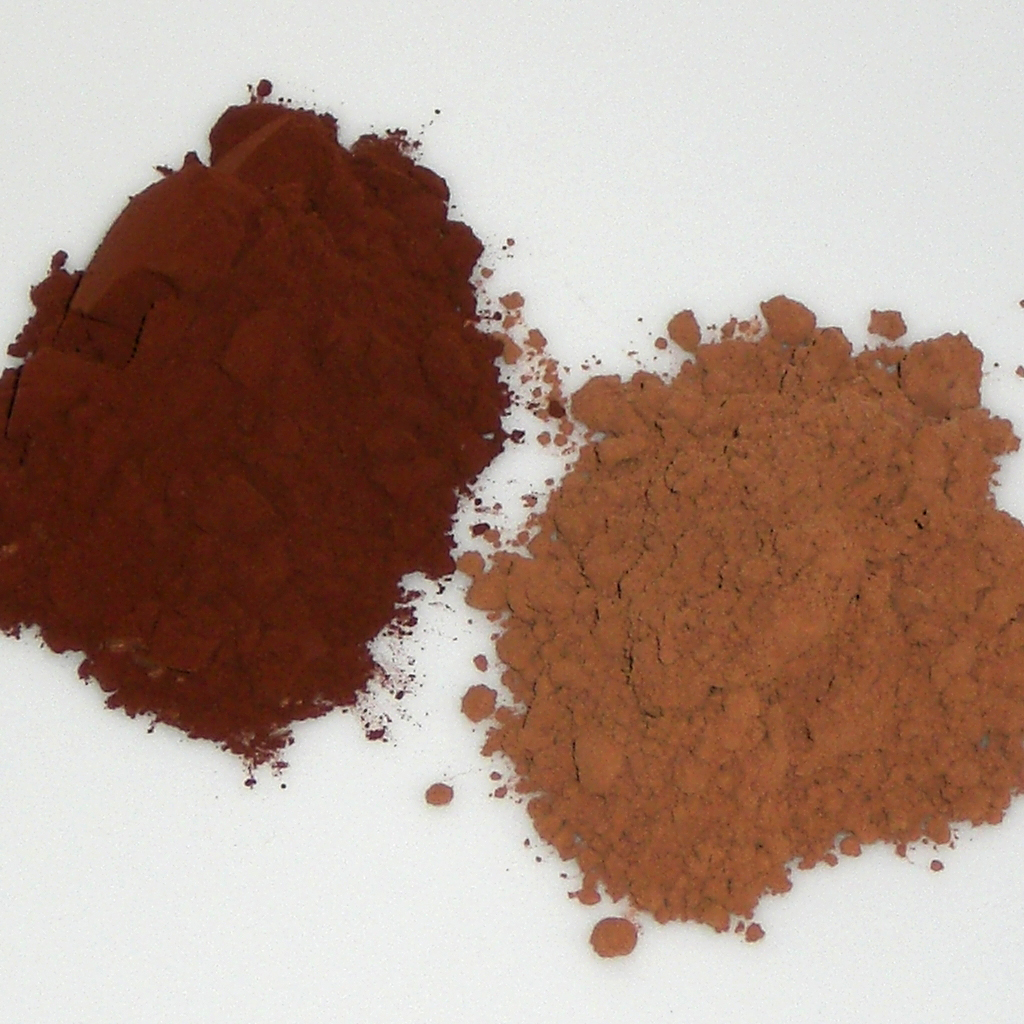
الكاكاو الهولندي المعالج (يسار) مقارنة بعملية المعالجة بروما أو الكاكاو "الطبيعي" (يمين)

## الخصائص الغذائية
يحوي مسحوق الكاكاو على العديد من العناصر الغذائية المهمة مثل الكالسيوم والنحاس والمغنسيوم والفوسفور والبوتاسيوم والصوديوم والزنك. كل هذه المعادن توجد بكميات أكبر في مسحوق الكاكاو منها في زبدة الكاكاو أو كتلة الكاكاو.
يحوي كل 100 غ من مسحوق الكاكاو على حوالي 230 مغ من الكافيين و2057 مغ من ثيوبرومين، والذين يكونون غائبين بالكامل من المكونات الأخرى لحبوب الكاكاو. يحتوي مسحوق الكاكاو أيضًا على الكلوفاميد (N-caffeoyl-L-DOPA).

### الفلافونويد
مسحوق الكاكاو غني بالفلافونيدات Flavonoids، وهي مجموعة فرعية من مادة البوليفينول. تعتمد كمية مركبات الفلافونويد على كمية معالجة وتصنيع مسحوق الكاكاو. تؤدي القلونة Alkalization، المعروفة أيضًا باسم المعالجة الهولندية، إلى تقليل محتواها من مركبات الفلافونويد بشكل كبير.

## 1. يخفض ضغط الدم
مسحوق الكاكاو يمكن أن تساعد في خفض ضغط  الدم، عن طريق تحسين مستويات أكسيد النيتريك في الدم، ويرجع ذلك إلى وجود مركبات الفلافينول، والتي يمكن أن تعزز وظيفة الأوعية الدموية وانخفاض ضغط الدم، يمكن لمحتوى الفلافينول الذي يتراوح بين 30 إلى 1,218 ملجم من الكاكاو أن يقلل بشكل كبير من ضغط الدم بمعدل 2 مم زئبق.

## 2. يقلل من الاكتئاب
يحتوي مسحوق الكاكاو على فلافينول، الذي لديه القدرة على ضبط المزاج، والقضاء على أعراض الاكتئاب، يعزز مسحوق الكاكاو أيضًا مستويات السيروتونين، وهو ناقل عصبي يعمل كمضاد للاكتئاب، وجدت دراسة أن استهلاك الكاكاو يزيد من الهدوء والرضا، وبالتالي تحسين الحالة النفسية.

## 3. يساعد في فقدان الوزن
ومن المزايا الأخرى لمسحوق الكاكاو، أنه يساعد في خفض الوزن عن طريق تقليل الشهية، وتنظيم استخدام الطاقة، وزيادة أكسدة الدهون والشعور بالشبع، أظهرت دراسة، أن الأشخاص الذين يتناولون المزيد من الشيكولاتة عادة ما يكون لديهم مؤشر كتلة الجسم أقل مقارنة بالأشخاص الذين تناولوا كميات أقل من الشوكولاتة.

## 4. يحسن صحة القلب
يحتوى الكاكاو على الفلافينول والذى يعمل على خفض الكوليسترول الضار (LDL)، مما يقلل من خطر الإصابة بنوبة قلبية، وفشل القلب، والسكتة الدماغية، وأمراض القلب الأخرى، الفلافينول يوسع الأوعية الدموية، مما يحسن تدفق الدم إلى القلب.

## 5. السيطرة على أعراض مرض السكري من النوع الثانى
ربطت الدراسات بين تناول كميات أكبر من الفلافينول مع انخفاض خطر الإصابة بمرض السكري من النوع 2، يساعد أيضا على تحسين مستويات السكر في الدم، وتقليل الالتهاب، وتقليل حساسية الإنسولين، استهلاك الكاكاو له تأثير إيجابي على الوقاية والسيطرة على مرض السكري من النوع 2.

## 6. يمنع السرطان
تعزى خصائص الوقاية من السرطان إلى الفلافينول في الكاكاو، تحارب تأثيراته المضادة للأكسدة في الفلافينول الالتهاب، وتحمي الخلايا من الأكسدة، وتوقف نمو الخلايا السرطانية، وتحث على موت الخلايا السرطانية.

## 7. يعزز وظيفة المخ
الكاكاو لديه القدرة القوية للحد من خطر الأمراض التنكسية العصبية، يمكن أن يساعد الفلافينول في الكاكاو على تحسين وظائف المخ، وتدفق الدم عن طريق زيادة إنتاج أكسيد النيتريك، مما يساعد في ارتخاء عضلات الأوعية الدموية، وبالتالي تحسين تدفق الدم إلى الدماغ.

## 8. يعالج الربو
يحتوي الكاكاو على مركبات مضادة للربو مثل الثيوفيلين والثيوبرومين، والتي يمكن أن تفيد الأشخاص المصابين بالربو، الثيوفيلين يساعد في توسيع الرئتين عن طريق فتح الشعب الهوائية، وتقليل الالتهاب.

## 9. يحمي من حالة الأسنان
يمكن للخصائص المضادة للإنزيمات ومضادة للبكتيريا والمحفزة للمناعة في الكاكاو أن تساهم في صحة الفم، يعزز مسحوق الكاكاو الأسنان الصحية من خلال مكافحة البكتيريا التي تسبب تسوس الأسنان وأمراض اللثة.

## 10. يحسن الجلد
وفقا للدراسات، فقد ثبت أن البوليفينول في الكاكاو، يفيد بشرتك بعدة طرق، وتشمل هذه تحسين الدورة الدموية في الجلد، وحماية الجلد من الأشعة فوق البنفسجية، وزيادة ترطيب الجلد وتحسين نسيج الجلد.

## السلامة الغذائية Safety

### محتوى الكادميوم
قد تحتوي مساحيق الكاكاو على الكادميوم، وهو معدن ثقيل سام ومسرطن محتمل، يوجد بشكل طبيعي في مستويات عالية في تربة بعض مناطق البلدان المنتجة للكاكاو. فرض الاتحاد الأوروبي حدًا (اعتبارًا من 1 يناير 2019) للكادميوم في مسحوق الكاكاو يبلغ 0.6 ميكروجرام لكل جرام من مسحوق الكاكاو و0.8 ميكرو جرام لكل جرام للشوكولاتة مع ≥ 50٪ من إجمالي مواد الكاكاو الصلبة الجافة. في كندا، يجب ألا تحتوي الحصة اليومية من منتج صحي طبيعي على أكثر من 6 ميكروغرام من الكادميوم للفرد الذي يزن 150 رطلاً (68 كجم) و3 ميكروغرام للفرد 75 رطلاً (34 كجم). في حين أن حكومة الولايات المتحدة لم تضع حدًا للكادميوم في الأطعمة أو المنتجات الصحية، فقد حددت ولاية كاليفورنيا الحد الأقصى المسموح به يوميًا من التعرض للكادميوم عن طريق الفم وهو 4.1 ميكروغرام وتتطلب منتجات تحتوي على أكثر من هذه الكمية لكل حصة يومية لتحذير على الملصق. ووجدت دراسة أجراها مختبر مستقل لاختبار المستهلك أن سبعة من تسعة مساحيق وحبيبات الكاكاو المتاحة تجاريًا والمختارة للاختبار تحتوي على أكثر من 0.3 ميكروغرام من الكادميوم لكل جرعة جرام؛ خمسة من هذه المنتجات تجاوزت حد الاتحاد الأوروبي المقترح البالغ 0.6 ميكروغرام للجرام.

## اقرأ أيضاً
- كتلة الكاكاو
- شوكولاتة خبز
- أنواع الشوكولاتة
- كعكة الشوكولاتة
- إدمان الشوكولاتة
- كاكاو (شجرة)
- زبدة الكاكاو
- مسحوق الكاكاو
- شوكولاتة